# 桑班 (上索恩省)
桑班（法語：Cemboing，法語發音：[sɑ̃bwɛ̃]）是法国上索恩省的一个市镇，属于沃苏勒区。

## 地理
桑班（47°50'31"N, 5°51'22"E）面积10.51 平方千米，位于法国勃艮第-弗朗什-孔泰大區上索恩省，该省份为法国东部内陆省份，北起顺时针与孚日省、贝尔福地区省、杜省、汝拉省、科多尔省和上马恩省接壤。
与桑班接壤的市镇（或旧市镇、城区）包括：巴尔日、布隆德方丹、瑞塞、兰库尔、芒斯河畔罗西耶尔、圣马塞尔。

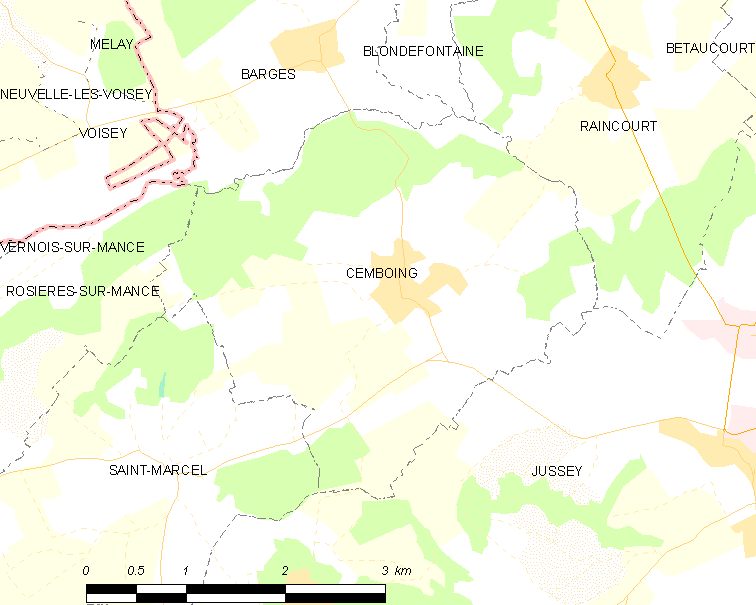
的OSM定位图

桑班的时区为UTC+01:00、UTC+02:00（夏令时）。

## 行政
桑班的邮政编码为70500，INSEE市镇编码为70112。

## 政治
桑班所属的省级选区为瑞塞县。

## 人口

1962-2008年间人口变化图示

桑班于2022年1月1日时的人口数量为168人。